# Wings Over Europe - Cold War: Soviet Invasion
Wings Over Europe - Cold War: Soviet Invasion è un videogioco per PC (Combattimento/ Simulatore di volo) ambientato durante la Guerra Fredda dove l'URSS attacca le forze NATO nella Germania Ovest e questo causa una guerra aperta. La versione distribuita negli Stati Uniti è chiamata Wings Over Europe: Cold War gone Hot, tuttavia, il sottotitolo è cambiato per i mercati europei in  Wings Over Europe: Soviet Invasion. Il periodo storico che copre va dal 1962 al 1984.

## Modalità di gioco
I missili USA nel gioco consistono nelle versioni del AIM-9 Sidewinder, AIM-7 Sparrow, e AIM-4 Falcon che sono configurati in modo da essere inaffidabili come erano i veri missili dell'epoca. Quindi a prescindere dal avere "agganciato il bersaglio" il missile può mancarlo. I missili dal 1978 come la versione AIM-9L del Sidewinder sono molto più affidabili, e ci sono più probabilità di centrare il bersaglio. I dogfight di solito sono più numerosi degli abbattimenti a lungo raggio.
La mappa della Germania è stata ridotta per diminuire il periodo di tempo necessario per volare da bersaglio a bersaglio, e anche perché non è incluso il rifornimento in volo nel gioco. La mancanza d'acqua nella mappa non ha concesso l'inserimento di portaerei, quindi neanche di appontaggi e decolli da ponti di portaerei.
Durante le missioni il giocatore volera in formazione con altri aerei controllati dal computer. In questa missione si possono dare ordini ad altri aerei; attacca gli altri aerei o bersagli di terra, vola a casa se sono danneggiati, o gettare i loro serbatoi ausiliari. Insieme al giocatore molti altri aerei controllati dal computer possono essere visti salire di quota e affrontare combattimenti aerei e missioni di bombardamento.

## Aerei

### Aerei alleati
Il gioco standard offre i seguenti aerei pilotabili alleati:
- A-10 Thunderbolt II –  La versione A-10A del ‘Warthog’ della USAF
- Hawker Siddeley Harrier – la versione AV-8A degli US Marines, e le varianti GR1 e GR3 della britannica RAF
- Hawker Hunter - La versione FGA.9 della RAF
- F-105 Thunderchief - La versione F-105D per la USAF.
- F-100 Super Sabre - La versione F-100D per la USAF e l'Armée de l'air.
- F-15 Eagle – La versione F-15A della USAF.
- F-4 Phantom II - Il gioco include le varianti F-4C, F-4D ed F-4E per la USAF, la F-4M per la RAF e F-4F per la Luftwaffe tedesca.

I seguenti aerei non-pilotabili:
- B-52 Stratofortress - La versione B-52D.
- B-57 Canberra - La versione B-57B.
- Cessna L-19 - Versione O-1E Bird Dog.

### Aerei sovietici
Gli aerei controllati dal computer:
- Ilyushin Il-28 - La versione bombardiere Beagle.
- Tupolev Tu-16 - La versione Badger A.
- Tupolev Tu-22 – La versione Tu-22B (Blinder A).
- Sukhoi Su-7 – La versione Su-7BM (Fitter A).
- An-12 – La versione An-12BP (Cub A).
- MiG-17 - Le versioni MiG-17 (Fresco A) e F (Fresco C).
- MiG-19 - La versione MiG-19S Farmer C .
- MiG-21 - Le versioni MiG-21F (Fishbed C), MF (Fishbed J), PF (Fishbed D), PFM (Fishbed F).
- MiG-23 - La versione MiG-23M (Flogger B).
- MiG-27 - La versione MiG-27 (Flogger D).

## NATO fighters
Nel 2006 una squadra di modders creò NATO Fighters 1 e 2 per ampliare le campagne con più aeromobili e più oggetti.  A oggi è il più grande e più organizzato download gratuito per Wings Over Europe e viene fornito completo in un'unica installazione. NATO Fighters includes i SAM SA-3 e SA-9.
Gli aerei extra con “NATO Fighters” includono:
- Sepecat Jaguar – La versione GR Mk1 per la RAF.
- Panavia Tornado – La versione GR-1A per la RAF.
- English Electric Lightning – La versione F.6 per la RAF.
- F-16 Fighting Falcon – La versione F-16A Block 1 per la USAF, Belga, e RNLAF).
- Republic F-84 – Le versioni F-84F per la Luftwaffe della Germania dell'ovest, Belgio, e Francia.
- F-86 Sabre – Le versioni Canadair Sabre Mk 6 RCAF e F-86K USAF.
- F-104 Starfighter – La versione German F-104G per la Germania dell'Ovest, RNLAF, Danimarca, RCAF e Aeronautica militare italiana.
- CF-116 Freedom Fighter – La versione CF-5A della RCAF.
- Dassault Mirage 5 – La versione 5BA della Forza aerea belga.
- OV-10 Bronco – La versione OV-10A della USAF.
- Sukhoi Su-15 – Le versioni Su-15A (Flagon A), e TM(Flagon F) della Forza aerea sovietica.
- Sukhoi Su-17 – La versione Su-17M (Fitter C) della forza aerea sovietica.
- Yakovlev Yak-25 – La versione Yak-25M (Flashlight) della Forza aerea sovietica.
- Yakovlev Yak-28 – La versione Yak-28B (Brewer C) della Forza aerea sovietica.